# Ji1 Orionis
Ji1 Orionis o Chi1 Orionis (χ1 Ori / 54 Orionis) es una estrella en la constelación de Orión de magnitud aparente +4,41. Comparte la denominación de Bayer «Ji» con Ji2 Orionis, si bien no existe relación física entre ellas: mientras que Ji1 Orionis es una estrella cercana distante 28,7 años luz, Ji2 Orionis se encuentra a unos 4900 años luz del sistema solar.

## Características
Ji1 Orionis es una enana amarilla de tipo espectral G0V, no muy distinta del Sol, con una temperatura de 5942 ± 26 K, unos 160 K más caliente que nuestra estrella.
Su luminosidad es un 8% superior a la luminosidad solar y su masa es apenas un 3% mayor que la del Sol.
En cuanto a su tamaño, tiene un radio de 1,047 ± 0,053 radios solares.
Su período de rotación es menos de un tercio del que tiene el Sol, lo que produce actividad magnética y radiación X. Con una edad estimada de 100 millones de años, parece ser mucho más joven que nuestra estrella, cuya edad es de 4600 millones de años.
Muestra una metalicidad comparable a la solar ([Fe/H] = -0,04).
Ji1 Orionis forma parte de la corriente de estrellas de la asociación estelar de la Osa Mayor.
La estrella conocida más cercana a ella es la enana roja Gliese 232, distante 3,6 años luz.

## Compañera estelar
Ji1 Orionis tiene una compañera estelar de 0,15 masas solares que completa una órbita alrededor de ella cada 14,1 años. A una distancia media de 6,1 UA, gira en una órbita excéntrica (ε = 0,45) que hace la separación entre ambas varíe entre 3,3 y 8,9 UA. Considerando la juventud del sistema, la compañera de baja masa posiblemente aún esté en el proceso de ajuste interno y no ha llegado a la llamada «edad cero», momento en el cual se comienza a contabilizar la edad de una estrella. A partir de ese punto comenzará su andadura como una enana roja de tipo M6.